# Pedro Arquero Rodríguez
Pedro Arquero Rodríguez (Palència, 2 de setembre de 1973) és un exfutbolista castellanolleonès que jugà de davanter.

## Carrera esportiva
Va debutar en primera divisió amb el Reial Valladolid, tot disputant 3 partits de la campanya 94/95. Dos anys abans, ja havia jugat amb els val·lisoletans un altre encontre a la Segona Divisió, una categoria en la qual no tornaria a aparèixer fins a la temporada 02/03, quan juga 8 partits amb la SD Compostela.
Però, la majoria de la trajectòria del davanter ha passat entre els equips castellans del Palència i el Real Ávila. També va militar al conjunt valencià del Jove Espanyol la temporada 07/08.